# Shakira
Shakira Isabel Mebarak Ripoll (Barranquilla, 2 de fevereiro de 1977) é uma cantora, compositora, dançarina e multi-instrumentista colombiana, além de atuar regularmente como produtora musical, empresária, filantropa, atriz e modelo. Nascida e criada em Barranquilla, ela começou a se apresentar na escola, demonstrando influências de música latina, árabe e rock and roll e habilidades em dança do ventre. Os dois primeiros álbuns de estúdio da artista, Magia e Peligro, lançados apenas em seu país natal, não alcançaram sucesso comercial. No entanto, ela começou a obter êxito na América Latina, com o lançamento de seu terceiro álbum, o primeiro lançado mundialmente, Pies descalzos (1996) e o quarto Dónde están los ladrones? (1998); obra que foi aclamada pela crítica e reconhecida pela revista musical Rolling Stone como um dos 500 melhores discos de todos os tempos.
Shakira entrou no mercado de língua inglesa com seu quinto álbum, Laundry Service, que vendeu mais de 13 milhões de cópias mundialmente. O primeiro single do projeto, "Whenever, Wherever", tornou-se um dos maiores sucessos de 2002, liderando as paradas em mais de 20 países, e marcando a primeira entrada de sua carreira nos dez primeiros lugares da Billboard Hot 100 dos Estados Unidos. Seu sucesso foi solidificado com seus sexto e sétimo álbuns, Fijación oral, vol. 1 e Oral Fixation, Vol. 2 (2005); o primeiro dos quais estabeleceu o recorde de disco totalmente em espanhol mais vendido em uma única semana nos Estados Unidos até então, enquanto o último gerou um dos singles mais vendidos do século 21, "Hips Don't Lie", e que a tornou a primeira e única cantora sul-americana a liderar a Billboard Hot 100.
Os seus discos seguintes, She Wolf (2009), Sale el sol (2010), Shakira (2014) e El Dorado (2017) receberam certificações de platina e diamante em vários países do mundo e gerou canções de sucesso, como "She Wolf", "Loca", "Can't Remember to Forget You", "Dare (La La La)", "La Bicicleta" e "Chantaje". Já "Waka Waka (This Time for Africa)", tornou-se a música tema de uma Copa do Mundo mais vendida de todos os tempos, com mais de 10 milhões de compras. Seu videoclipe, com mais de 4 bilhões de visualizações, é o primeiro de um artista sul-americano a alcançar essa cifra no YouTube. O mais recente álbum de Shakira, Las Mujeres Ya No Lloran (2024), foi procedido pelo single "Shakira: Bzrp Music Sessions, Vol. 53" (2023), que liderou a parada global do Spotify e a tornou a primeira artista feminina na história a alcançar o top 10 da Billboard Hot 100 com uma música totalmente em espanhol. Além de sua carreira musical, Shakira serviu como treinadora na quarta e sexta temporadas da versão americana do The Voice em 2013 e 2014, respectivamente. Ela realiza atividades filantrópicas através do trabalho de caridade, mais notavelmente em sua Fundação Barefoot. Em 2011, ela foi nomeada pelo ex-Presidente estadunidense Barack Obama à Comissão Consultiva do Presidente sobre Excelência Educacional para Hispanos no país.
Shakira recebeu numerosos prêmios, incluindo 5 MTV Video Music Awards — incluindo o Michael Jackson Video Vanguard Award, que a tornou a primeira artista nascida na América Latina a ganhar — 4 Grammy Awards, 13 Grammys Latinos, 7 Billboard Music Awards, 33 Billboard Latin Music Awards e foi nomeada ao Globo de Ouro. Ela é a artista ibero-americana com o maior número de recordes mundiais na história do Guinness World Records, com 21 no total, e é a única cantora latina a receber o prêmio de "Artista do Ano" pela Universidade de Harvard. Além de deter uma estrela na Calçada da Fama de Hollywood. Com mais de 100 milhões de gravações vendidas em todo o mundo, é a cantora sul-americana mais bem-sucedida da história, constando entre os artistas que mais venderam de todos os tempos. Ela também é listada como a artista feminina latina mais influente de todos os tempos e é creditada por catapultar a música dessa região para o mercado internacional. Em 2014, foi listada como a 58.ª mulher mais poderosa do mundo pela Forbes. O tablóide britânico The Sun colocou-a na 8.ª posição entre as "50 cantoras que nunca serão esquecidas" da história musical, enquanto o canal VH1 a classificou em 36.º lugar na lista das "100 Maiores Mulheres da Música".

## Carreira

### 1990–94:MagiaePeligro
Seu álbum de estreia, Magia, foi lançado pela Sony Music, em 1990, quando tinha apenas treze anos de idade. Depois disso, começou a fazer programas de televisão. As canções são uma coleção de escritos por ela desde que tinha 8 anos, misto de pop-rock romance e disco com acompanhamento eletrônico, no entanto, foi prejudicada pela falta de registro e coesão de produção. O álbum foi lançado em 1991 e contou com Magia e três outros singles. Apesar de ter se saído bem nas rádios da Colômbia, dando exposição à jovem Shakira, o álbum não foi bem-sucedido comercialmente. O vídeo para a música Magia tornou-se primeiro vídeo pop nacional na Colômbia. Após a aclamação de Magia, o selo de Shakira pediu que ela voltasse ao estúdio para lançar uma continuação com mais canções de sucesso.
Embora pouco conhecida fora de sua Colômbia natal, Shakira foi convidada para se apresentar no Chile no Viña del Mar Festival Internacional da Canção em Fevereiro de 1993. O festival deu a aspirantes a cantores latino-americanos a chance de apresentar suas canções, e o vencedor foi escolhido por um painel de juízes. Shakira interpretou a balada "Eres" ("You Are") e ganhou o troféu pelo terceiro lugar. Um dos juízes que nela votaram era Ricky Martin.
O seu segundo álbum Peligro, do mesmo gênero, foi lançado em 1993, mas Shakira não estava satisfeita com o resultado final, principalmente a questão da produção. O álbum foi melhor recebido do que Magia, embora ele também tenha sido considerado um fracasso comercial, devido à recusa de Shakira para divulgá-lo. Shakira decidiu, então, entrar em um hiato na gravação para que pudesse graduar-se na escola. No mesmo ano, Shakira estrelou a série de TV colombiana "El Oasis", vagamente baseada na tragédia de Armero, tanto que cantou a música que era tema de abertura da novela de mesmo nome, sendo que esta não esteve presente no álbum Peligro.

### 1995–00:Pies DescalzoseDónde Están Los Ladrones?
Shakira voltou a gravar música na Sony Music junto com a Columbia em 1995, com Luis Fernando Ochoa, usando influências musicais de vários países e uma personagem orientada a Alanis Morissette, que afetou dois de seus próximos álbuns. Essas gravações geraram seu terceiro álbum de estúdio, e sua estreia em grandes gravadoras, intitulado Pies Descalzos. A gravação do álbum começou em fevereiro de 1995, após o sucesso de seu single "¿Dónde Estás Corazón?". A Sony deu à Shakira 100 mil dólares para produzir o álbum, já que eles previam que o álbum não venderia mais de 100 mil cópias.
O álbum, Pies Descalzos, foi lançado mundialmente em fevereiro de 1996. Ele estreou no número um em oito países diferentes. No entanto, conseguiu somente alcançar o número cento e oitenta na Billboard 200 dos EUA, ainda que tenha alcançado o número cinco na parada Billboard Top Latin Albums. O álbum gerou seis singles de sucesso, "Estoy Aquí", que alcançou a segunda posição na parada latina dos EUA, "¿Dónde Estás Corazón?", Que alcançou o quinto lugar na parada latina dos EUA, "Pies Descalzos, Sueños Blancos" alcançou o número 11 na parada latina dos EUA, "Un Poco de Amor" que alcançou o sexto lugar na parada latina dos EUA, "Antología", que alcançou o 15º lugar na parada latino-americana, e "Se quiere, Se Mata", que alcançou o oitavo lugar na parada latina dos EUA. Em agosto de 1996, RIAA certificou o álbum com status de platina.
Em março de 1996, Shakira fez sua primeira turnê internacional, chamada simplesmente de Tour Pies Descalzos. A turnê consistiu em 20 shows e terminou em 1997. Também nesse ano, Shakira recebeu três Billboard Latin Music Awards por Álbum do Ano por Pies Descalzos, Vídeo do Ano para "Estoy Aqui", e Melhor Novo Artista. Pies Descalzos mais tarde vendeu mais de 5 milhões de cópias, solicitando o lançamento de um álbum de remixes, simplesmente intitulado The Remixes que também incluíram versões de algumas de suas canções conhecidas em língua portuguesa, que foram gravadas como resultado de seu sucesso no mercado brasileiro, onde Pies Descalzos vendeu mais de um milhão de cópias.
Seu quarto álbum de estúdio foi intitulado Dónde Están Los Ladrones?, produzido inteiramente pela própria Shakira e Emilio Estefan Jr. como produtor executivo, foi lançado em setembro de 1998. O álbum, inspirado por um incidente em um aeroporto no qual uma mala cheia de suas letras escritas foi roubada, se tornou um grande sucesso. O álbum alcançou uma posição de pico de número 131 na Billboard 200 dos EUA e ocupou o primeiro lugar na parada de álbuns latino dos EUA por 11 semanas. Desde então, vendeu mais de 10 milhões de cópias em todo o mundo e 1,5 milhão de cópias só nos EUA, tornando-se um dos álbuns em espanhol mais vendidos nos EUA. Oito singles foram tirados do álbum, incluindo "Ciega, Sordomuda", "Moscas En La Casa", e "No Creo", que se tornou o primeiro single da artista a surgir na Billboard Hot 100, "Inevitable", "Tú", "Si Te Vas", "Octavo día", e "Ojos Así". As duas últimas músicas renderam a Shakira um Grammy Latino cada, com seis dos oito singles alcançando o top 40 na parada latino-americana.
Shakira também recebeu sua primeira indicação ao Grammy Award em 1999 pelo Best Latin Rock/Alternative Album. O primeiro álbum ao vivo de Shakira, MTV Unplugged, foi gravado em Nova York em 12 de agosto de 1999. Altamente aclamado pela crítica americana, é considerado uma de suas melhores performances ao vivo. O álbum ao vivo ganhou o Grammy Award para Best Latin Pop Album em 2001 e ganhou vendas de cinco milhões em todo o mundo. Em março de 2000, Shakira embarcou em sua turnê Anfibio, uma turnê de dois meses na América Latina e nos Estados Unidos. Em agosto de 2000, ganhou um MTV Video Music Award na categoria de Escolha Popular - Artista Internacional Favorito por "Ojos Así". Em setembro de 2000, Shakira cantou "Ojos Así" na cerimônia inaugural do Grammy Latino, onde foi indicada em cinco categorias: Álbum do Ano e Álbum Vocal Pop Feminino por MTV Unplugged, Melhor Performance Vocal Feminina de Rock para "Octavo Día". Melhor Performance Vocal Pop Feminina e Melhor Video de Forma Curta para o vídeo de "Ojos Así". Venceria dois prêmios Grammy.

### 2001–04: Mudança de imagem eLaundry Service
Após o sucesso de Dónde Están los Ladrones? e MTV Unplugged, Shakira começou a trabalhar em um álbum crossover inglês. A cantora trabalhou por mais de um ano em um novo material para o álbum. "Whenever, Wherever", chamado de "Suerte" em países de língua espanhola, foi lançado como o primeiro single de seu primeiro álbum em inglês e quinto álbum de estúdio durante todo o período entre agosto de 2001 e fevereiro de 2002. A canção teve forte influência da música andina, incluindo o charango e flauta de pã em sua instrumentação. Tornou-se um sucesso internacional, alcançando o número um na maioria dos países. Foi também seu primeiro sucesso nos EUA, alcançando o sexto lugar no Hot 100. Em 2003, Shakira escreveu uma música chamada "Come Down Love" com Tim Mitchell para o filme de Hollywood The Italian Job, estrelado pela atriz sul-africana Charlize Theron e Mark Wahlberg, mas a música não foi incluída na trilha sonora do filme.

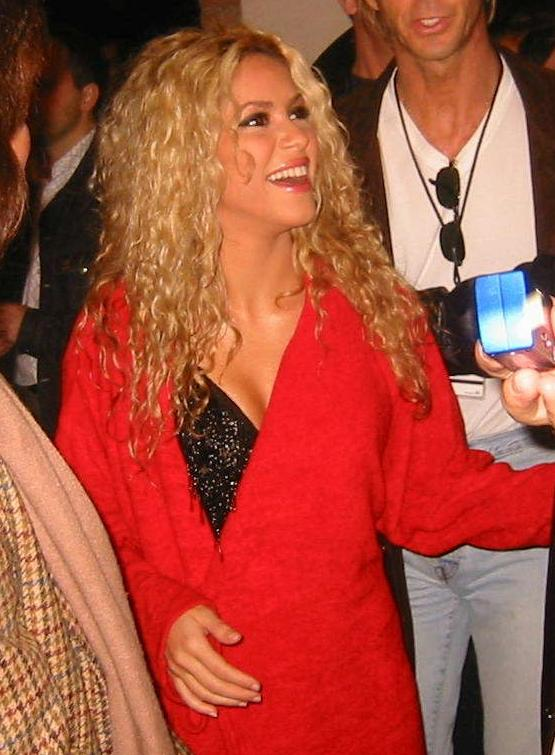
Shakira antes de entrar no palco para sua Tour of the Mongoose em 2003.

O quinto álbum de estúdio de Shakira e o primeiro álbum em inglês, intitulado Laundry Service nos países de língua inglesa e Escervicio De Lavanderia na América Latina e Espanha, foram lançados em 13 de novembro de 2001. O álbum estreou no terceiro lugar na Billboard 200, vendendo mais 200.000 cópias em sua primeira semana. O álbum foi posteriormente certificado como platina tripla pela RIAA em junho de 2004. Laundry Service ajudou a estabelecer a presença musical de Shakira no mercado mainstream da América do Norte. Sete singles foram tirados do álbum, como "Whenever, Wherever"/"Suerte", "Underneath Your Clothes", "Objection (Tango)"/"Te Aviso, Te Anuncio (Tango)", "The One", "Te Dejo Madrid", "Que Me Quedes Tú", e "Poem to a Horse".
Como o álbum foi criado para o mercado de língua inglesa, sendo um álbum de rock e influenciado pela dança espanhola, ganhou um leve sucesso da crítica, com alguns críticos alegando que suas habilidades em inglês eram muito fracas para ela escrever músicas para ele; A Rolling Stone, por exemplo, afirmou que "ela soa francamente e boba" ou "a magia de Shakira está perdida na tradução". Uma visão semelhante foi expressa por Elizabeth Mendez Berry da "Vibe": "Enquanto seus álbuns de língua espanhola brilhavam com elegante jogo de palavras, esse álbum é repleto de clichês, tanto musicalmente quanto liricamente. [...] Para amantes latinos anglófonos, as letras de Shakira são melhor deixadas para a imaginação". Shakira também foi criticada por alguns de seus fãs latinos por aparentemente abandonar suas raízes folk e rock em favor da música pop americana contemporânea. Apesar disso, o álbum se tornou o álbum mais vendido de 2002, vendendo mais de 20 milhões de cópias em todo o mundo, e se tornou o álbum de maior sucesso de sua carreira até hoje. O álbum lhe deu o título de maior artista de crossover feminino do mundo. Nessa época, Shakira também lançou quatro músicas para a Pepsi para sua promoção nos mercados ingleses: "Ask for More", "Pide Mas", "Knock on My Door" e "Pídeme el Sol".
Em 2002, pelo MTV Icon do Aerosmith em abril de 2002, Shakira cantou "Dude (Looks Like a Lady)". Ela também se juntou a Cher, Whitney Houston, Celine Dion, Mary J. Blige, Anastacia, e Dixie Chicks para o VH1 Divas Live Las Vegas. Em setembro, ela ganhou o International Viewer's Choice Award no MTV Video Music Awards com "Whenever, Wherever". Também ganhou o Grammy Latino pela categoria Melhor Vídeo Musical de Forma Curta para a versão em espanhol do vídeo. Em outubro ganhou cinco MTV Video Music Awards América Latina de Melhor Artista Feminina, Melhor Artista Pop, Melhor Artista - Norte (Região), Vídeo do Ano (para "Suerte") e Artista do Ano. Em novembro embarcou na Tour of the Mongoose, com 61 shows ocorrendo em maio de 2003. A turnê também foi sua primeira turnê mundial, com partes na América do Norte, América do Sul, Europa e Ásia. A gravadora de Shakira, Sony BMG, também lançou sua coletânea espanhola de grandes sucessos, Grandes Éxitos. Um DVD e um álbum ao vivo com 10 faixas, intitulado Live & Off the Record, também foi lançado em 2004, atingindo vendas de três milhões em todo o mundo.

### 2005–07:Fijación Oral, Volumen 1eOral Fixation, Volume 2

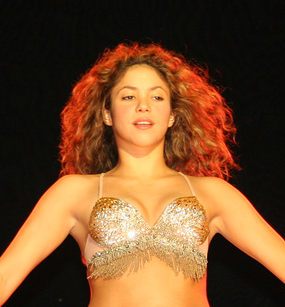
Shakira durante sua turnê Oral Fixation Tour (2007).

O sexto álbum de estúdio de Shakira, Fijación Oral, Volumen Uno, foi lançado em junho de 2005. O primeiro single do álbum, " La Tortura", alcançou o top 40 no Hot 100. A música também contava com o cantor espanhol Alejandro Sanz. Shakira se tornou a primeiro artista a executar uma canção em língua espanhola no MTV Video Music Awards em 2005. Apesar das baixas expectativas, o álbum foi muito bem recebido. Ele estreou no número quatro na Billboard 200, vendendo 157.000 cópias em sua primeira semana. Desde então, vendeu mais de dois milhões de cópias nos EUA, ganhando uma certificação 11 × Platina (campo latino) da RIAA. Devido às vendas da primeira semana, o álbum se tornou a maior estreia de todos os tempos para um álbum em espanhol. Depois de apenas um dia de lançamento na América Latina, o álbum ganhou certificações. Na Venezuela, obteve uma certificação Platina, na Colômbia, uma certificação Platina tripla, enquanto na demanda mexicana superou as remessas e o álbum ficou indisponível após apenas um dia de lançamento. O álbum vendeu mais de um milhão de cópias em três dias em todo o mundo. Outros quatro singles também foram lançados do álbum. "No", "Día de Enero", "La Pared" e "Las de la Intuición", com cada um atingindo o número um em países do mundo. Fijación Oral, Vol. 1 já vendeu mais de quatro milhões de cópias em todo o mundo. Em 8 de fevereiro de 2006, Shakira ganhou seu segundo Grammy Award com a vitória de Best Latin Rock/Alternative Album para Fijación Oral, Vol. 1. Shakira recebeu quatro Grammy latinos em novembro de 2006, ganhando os prêmios de Gravação do Ano, Canção do Ano por "La Tortura", Álbum do Ano e Álbum Vocal Pop Feminino para Fijación Oral, Vol. 1.
O single principal do sétimo álbum, Oral Fixation, Vol. 2, "Don't Bother", falhou em alcançar o sucesso nos Estados Unidos ao perder o top 40 no Hot 100. No entanto, chegou ao top 20 na maioria dos países do mundo. O segundo álbum de estúdio inglês de Shakira e o sétimo álbum de estúdio, Oral Fixation, Vol. 2, foi lançado em 29 de novembro de 2005. O álbum estreou no número cinco na Billboard 200, vendendo 128.000 cópias em sua primeira semana. O álbum vendeu 1,8 milhões de discos nos EUA e mais de oito milhões de cópias em todo o mundo.
Apesar do fracasso comercial do primeiro single do álbum nos EUA, ele gerou mais dois singles. "Hips Don't Lie", que contou com Wyclef Jean, foi lançado como o segundo single do álbum em fevereiro de 2006. A canção se tornou o single mais vendido do século XXI e se tornou o primeiro single número um de Shakira na Billboard Hot 100, além de alcançar o número um em mais de 55 países. Shakira e Wyclef Jean também gravaram uma versão Bamboo da música para servir como tema oficial da Copa do Mundo de 2006. Shakira mais tarde lançou o terceiro e último single do álbum, "Illegal", em novembro de 2006. Ela então embarcou na Oral Fixation Tour, que começou em junho de 2006. A turnê consistiu em 125 shows entre junho de 2006 e julho de 2007 e visitou seis continentes. Em fevereiro de 2007, Shakira se apresentou pela primeira vez no 49º Grammy Awards e ganhou a indicação de Best Pop Collaboration with Vocals por "Hips Don't Lie" com Wyclef Jean.
No final de 2006, Shakira e Alejandro Sanz colaboraram para o dueto "Te lo Agradezco, Pero No", que é apresentado no álbum El Tren de los Momentos, de Sanz. A música foi um dos dez melhores sucessos da América Latina e ficou no topo da parada da Billboard Hot Latin Tracks. Shakira também colaborou com Miguel Bosé no dueto "Si tú no vuelves", que foi lançado no álbum de Bosé, Papito. No início de 2007, Shakira trabalhou com a cantora de R&B americana Beyoncé Knowles para a faixa "Beautiful Liar", que foi lançado como o segundo single a partir da edição de luxo do álbum de Beyoncé B'Day. Em abril de 2007, o single subiu 91 posições, de 94 para três, na parada da Billboard Hot 100, estabelecendo o recorde para o maior movimento ascendente na história da parada na época. Também foi o número um no UK Singles Chart. A música rendeu uma indicação ao Grammy de Best Pop Collaboration with Vocals. Shakira também participou da música "Sing", de Annie Lennox, do álbum Songs of Mass Destruction, que também conta com outras 23 cantoras. No final de 2007, Shakira e Wyclef Jean gravaram seu segundo dueto, "King and Queen", A música foi apresentada no álbum Carnival Vol. II: Memoirs of an Immigrant de Wyclef Jean.
Shakira escreveu as letras, e compôs em conjunto, para duas novas músicas que são apresentadas no filme Love in the Time of Cholera, baseado no aclamado romance escrito pelo escritor colombiano Gabriel García Márquez. O próprio García pediu a Shakira que escrevesse as músicas. As músicas que Shakira emprestou para a trilha sonora foram "Pienso en ti", uma música do primeiro álbum de Shakira, Pies Descalzos, "Hay Amores" e "Despedida" que foi indicada para Melhor Canção Original no 65º Globo de Ouro.

### 2008–12:She WolfeSale el Sol

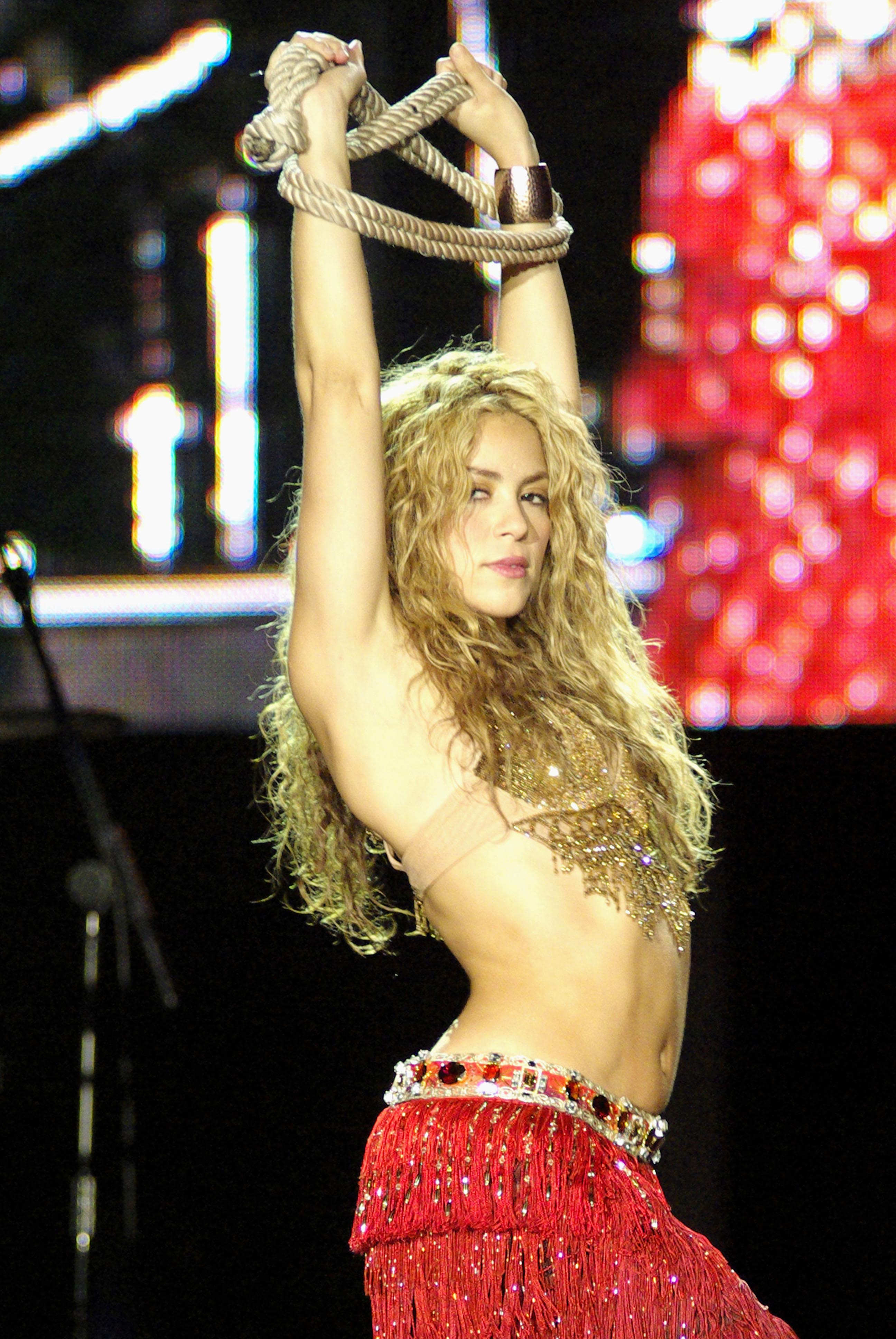
Shakira durante sua apresentação no Rock in Rio, em Madri (2008).

No início de 2008, a Forbes nomeou Shakira como a quarta artista feminina mais bem-sucedida da indústria da música. Então, em julho daquele ano, Shakira assinou um contrato de US$ 300 milhões com a Live Nation, uma gigante internacional de turismo, cujo contrato permaneceria em vigor por dez anos. O grupo de turismo também funciona como uma gravadora que promove, mas não controla, a música que seus artistas lançam. O contrato de Shakira com a Epic Records também pedia mais três álbuns - um em inglês, um em espanhol e uma compilação, mas confirmou-se que as turnês e outros direitos do contrato com a Live Nation começariam imediatamente.
Em janeiro de 2009, Shakira se apresentou no Lincoln Memorial, em homenagem à posse do presidente Barack Obama. Cantou "Higher Ground" com Stevie Wonder e Usher. She Wolf, foi lançado em outubro de 2009 internacionalmente e em 23 de novembro de 2009 nos EUA. O álbum recebeu críticas positivas da crítica, e foi incluído na lista de "Álbuns Favoritos" "Álbuns Latinos Favoritos" e "Álbuns pop favoritos". She Wolf alcançou o número um nas paradas da Argentina, Irlanda, Itália, México e Suíça. Também ficou entre os cinco primeiros na Espanha, Alemanha e Reino Unido. Ele estreou no número quinze na Billboard 200. She Wolf foi certificada com dupla platina na Colômbia e no México, platina na Itália e na Espanha, e ouro em vários países, incluindo a França e o Reino Unido. Até o momento, o álbum já vendeu 2 milhões de cópias em todo o mundo, tornando-se um dos álbuns de estúdio menos bem sucedidos da cantora até hoje em termos de vendas.
Em maio, Shakira colaborou com o grupo sul-africano Freshlyground para criar a música oficial da Copa do Mundo FIFA de 2010 na África do Sul. "Waka Waka (This Time for Africa)", que é baseado em um tradicional hino dos soldados camaroneses em Fangue intitulada "Zangalewa" lançada pelo grupo Zangalewa ou Golden Sounds. O single mais tarde alcançou o top 20 na Europa, América do Sul e África e o top 40 em os EUA e foi cantado por Shakira no pontapé inicial e encerramento da Copa do Mundo. Tornou-se a música mais vendida da Copa do Mundo de todos os tempos.

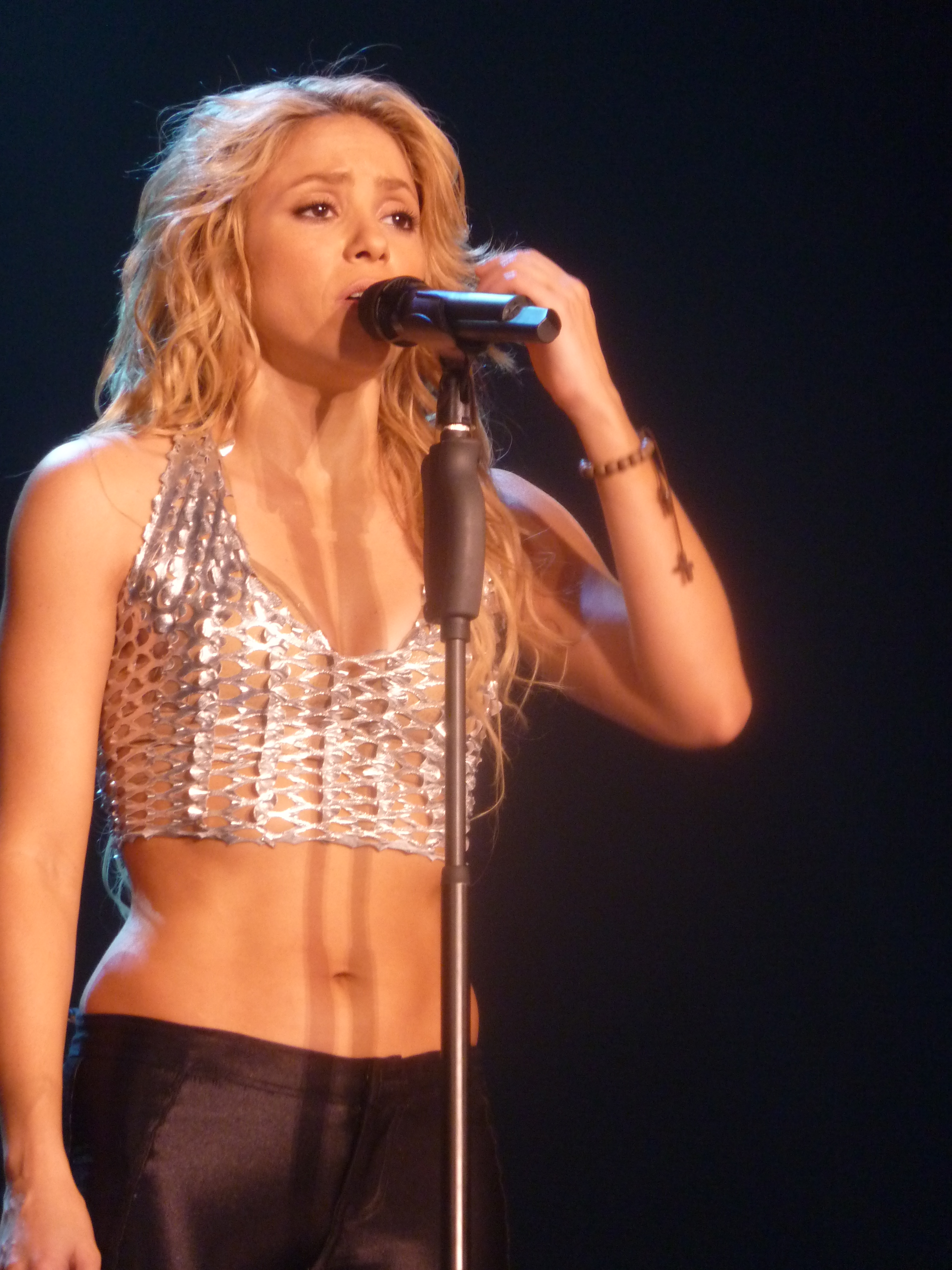
Shakira durante sua turnê The Sun Comes Out World Tour (2010).

Em outubro de 2010, Shakira lançou seu nono álbum de estúdio, intitulado Sale el Sol. O álbum foi aclamado pela crítica e foi incluído nas listas de fim de ano do AllMusic, "Álbuns favoritos de 2010" e "Álbuns latinos favoritos de 2010". Na cerimônia do Grammy Latino de 2011, Sale el Sol foi nomeado para "Álbum do Ano" e "Melhor Álbum Vocal Pop Feminino", ganhando o prêmio na última categoria. Comercialmente o álbum foi um sucesso em toda a Europa e América Latina, Sale el Sol atingiu o topo das paradas na Bélgica, Croácia, França, México, Portugal e Espanha. Nos Estados Unidos, estreou no n.º 7 no quadro Billboard 200, marcando a maior estreia de um álbum latino nesse ano e foi o quinto álbum de Shakira a atingir o número um. De acordo com a Billboard, 35% de suas vendas na primeira semana foram creditadas a fortes vendas digitais. O álbum também alcançou o primeiro lugar nas paradas Top Latin Albums e Latin Pop Albums, alcançando fortes vendas digitais na região. O primeiro single, "Loca", foi o número um em muitos países. O álbum vendeu mais de 1 milhão de cópias em todo o mundo em 6 semanas, e mais de 4 milhões desde o seu lançamento.
Em setembro, Shakira embarcou na turnê mundial The Sun Comes Out World Tour, em apoio aos seus dois álbuns mais recentes. A turnê visitou países da América do Norte, Europa, América do Sul, Ásia e África, com 107 shows no total. A turnê foi recebida com reações positivas dos críticos, que elogiaram a presença de palco e energia de Shakira nas suas performances. Em 9 de novembro de 2011, Shakira foi homenageada como Personalidade do Ano da Academia Latina da Gravação e fez um cover da música "En Barranquilla Me Quedo" de Joe Arroyo no Mandalay Bay Events Center em homenagem ao cantor, que havia morrido nesse ano. Em 2010, Shakira colaborou com o rapper Pitbull para a música "Get It Started", que foi escalado para ser o primeiro single do próximo álbum de Pitbull, o Global Warming. O single foi lançado em 28 de junho de 2012. Ela também assinou com a Roc Nation sob efeitos de gestão para seu próximo álbum de estúdio. Em 17 de setembro de 2012, foi anunciado que Shakira e Usher substituiriam Christina Aguilera e CeeLo Green pela quarta temporada do programa de TV americano The Voice, ao lado de Adam Levine e Blake Shelton. Shakira anunciou que iria se concentrar em seu novo álbum no outono e eventualmente retornou para a sexta temporada do programa em fevereiro de 2014.

### 2013–22:ShakiraeEl Dorado

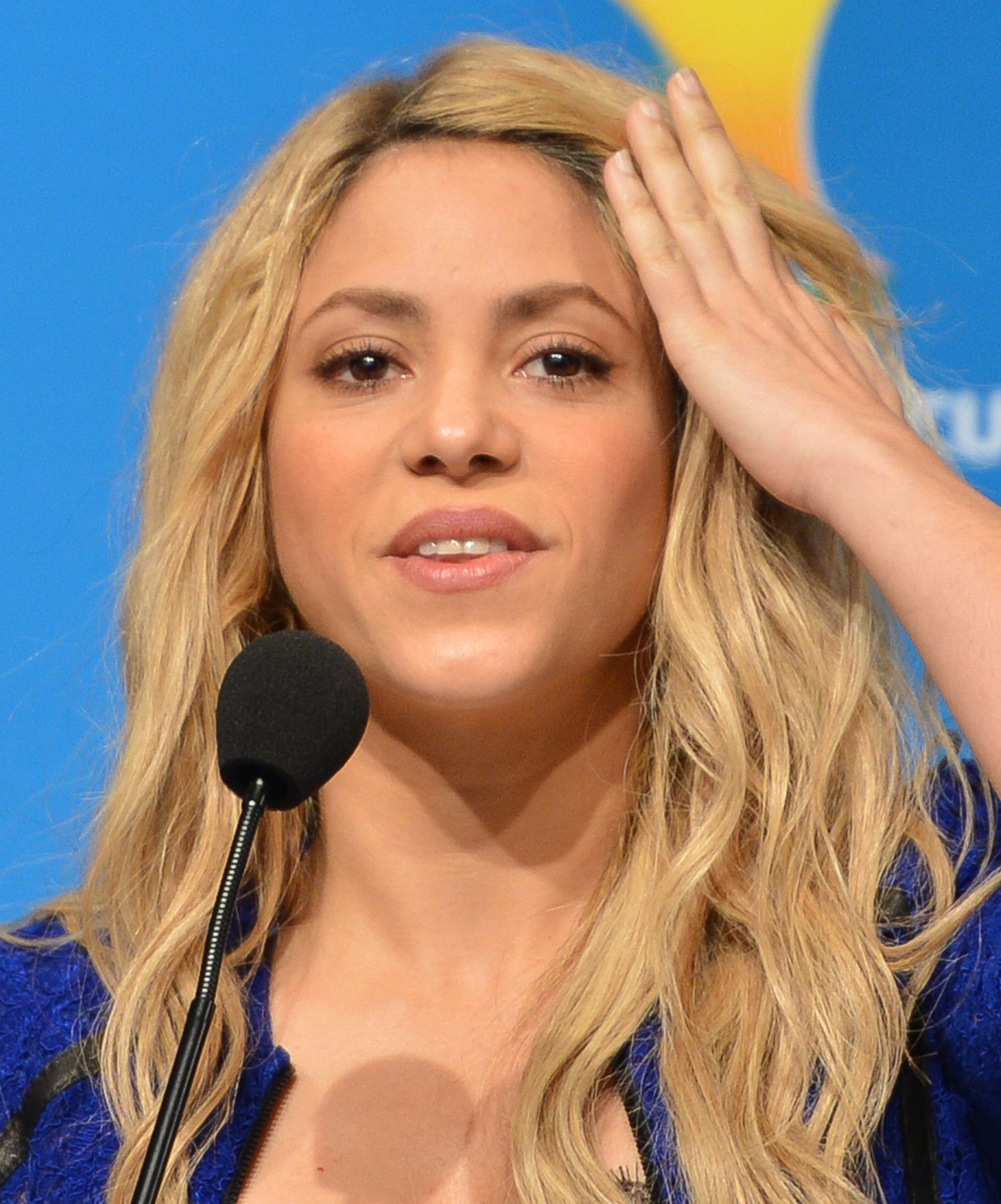
Shakira no Brasil, durante a coletiva de imprensa para a cerimônia de encerramento da Copa do Mundo FIFA de 2014.

Shakira originalmente planejava lançar seu novo álbum em 2012, mas devido à sua gravidez, os planos para lançar o single e o vídeo foram adiados. Em dezembro de 2013, foi anunciado que o novo single de Shakira havia sido adiado para janeiro de 2014. O décimo álbum de estúdio de Shakira, auto-intitulado, foi lançado em 25 de março de 2014. Comercialmente o álbum estreou em número dois na tabela Billboard 200, com vendas na primeira semana de 85 000 cópias. Ao fazer isso, Shakira tornou-se o álbum com o maior número de fichas da cantora no gráfico, embora também tenha alcançado seu menor valor de vendas na primeira semana (para um álbum em inglês). O álbum gerou três singles. Depois de lançar os dois primeiros singles do álbum, "Can't Remember to Forget You" e "Empire". A RCA escolheu "Dare (La La La)" como terceiro single. A versão da Copa do Mundo FIFA de 2014 foi oficialmente lançada em 27 de maio para impactar estações de rádio, com a participação do músico brasileiro Carlinhos Brown. Em 13 de julho de 2014, Shakira cantou "La La La (Brazil 2014)" no estádio do Maracanã. Este desempenho tornou-se sua terceira aparição consecutiva na Copa do Mundo da FIFA.
Shakira começou a trabalhar em seu décimo primeiro álbum de estúdio no início de 2016. Em maio de 2016, colaborou com o cantor colombiano Carlos Vives na faixa "La bicicleta". Em 28 de outubro de 2016, Shakira lançou o single "Chantaje" com a participação do cantor colombiano Maluma; embora a música fosse uma faixa do próximo álbum de estúdio da Shakira, não era planejado ser o primeiro single. Em 7 de abril de 2017, Shakira lançou a música "Me enamoré" como o segundo single oficial tirado de seu décimo primeiro álbum de estúdio El dorado, que foi lançado em 26 de maio de 2017. Shakira também lançou a música "Perro Fiel" como single promocional para o álbum em 25 de maio de 2017. Seu lançamento oficial como terceiro single ocorreu em 15 de setembro de 2017, na mesma data em que foi lançado o seu videoclipe, que foi filmado em Barcelona em 27 de julho de 2017. Antes de ser lançado como single, foi certificado de ouro na Espanha por vender mais de 20 000 cópias em 30 de agosto de 2017.
A El Dorado World Tour foi anunciado em 27 de junho de 2017 e será patrocinado pela Rakuten. Também como parceiros da turnê, a Divisão de Turismo Global da Live Nation Entertainment (que anteriormente colaborou com Shakira na The Sun Comes Out World Tour) e o Citi, que são, respectivamente, o produtor e o cartão de crédito para a parte norte-americana da Tour. Como parte da apresentação da turnê, a Live Nation publicou um vídeo através de suas redes sociais oficiais como uma lembrança disso.
A turnê começaria no dia 8 de novembro, em Colônia, na Alemanha, mas devido a problemas de tensão na voz da cantora durante os ensaios de sua turnê, a data foi cancelada um dia antes da programação original da turnê e será reprogramada para acontecer em uma data posterior. Em 9 de novembro, pelo mesmo motivo, Shakira anunciou o adiamento para datas posteriores a serem anunciadas logo também para os dois shows em Paris, bem como os seguintes em Antuérpia e Amsterdã. Em 14 de novembro fez um anúncio através das redes sociais em que revela ter adquirido uma hemorragia nas cordas vocais direitas, durante o final de outubro, em seu último cronograma de ensaios, e precisa descansar a voz durante algum tempo para ser curada; então toda a parte europeia foi adiada para acontecer em 2018.
Espera-se que as datas latino-americanas sejam anunciadas mais tarde. Há planos para trazer a turnê para países como a República Dominicana. Além disso, um jornalista da edição brasileira do jornal português Destak anunciou em sua conta no Twitter que a cantora colombiana iria visitar o Brasil no próximo mês de março. No entanto, de acordo com este mesmo jornal, devido ao hiato de Shakira para se recuperar do dano da corda vocal, as datas latino-americanas também foram adiadas para acontecer durante o segundo semestre de 2018. Shakira se recuperou da hemorragia, e retomou sua turnê, tocando em Hamburgo, Alemanha, em 3 de junho de 2018.

### 2023–presente:Las Mujeres Ya No Lloran
Em 11 de janeiro de 2023, Shakira lançou "Shakira: Bzrp Music Sessions, Vol. 53", uma colaboração com o DJ argentino Bizarrap. A faixa alcançou o primeiro lugar em 16 países e quebrou 14 recordes mundiais do Guinness World Records. Nos Estados Unidos, alcançou a nona posição na Billboard Hot 100; com isso, a colombiana tornou-se a primeira mulher na história a estrear uma faixa em espanhol no top dez da parada, sendo o quinto de sua carreira, e o primeiro em mais de 15 anos, desde "Beautiful Liar" (2007). A música, ainda, alcançou a segunda posição na Billboard Global 200 e Global Excl. EUA. Em 24 de fevereiro, seu lançamento seguinte, ″TQG″, uma colaboração com a compatriota Karol G, foi divulgado. Tornou-se o sexto top dez de Shakira, o segundo em 2023, e a sexta maior estreia de sua carreira nos EUA, chegando até o número 7. Foi reconhecida pelo Guinness como a faixa em espanhol de maior sucesso por uma mulher nos EUA. A música estreou no topo do Global 200, tornando-se o primeiro número um dela e de Karol G. Na 24.ª cerimônia do Grammy Latino, Shakira recebeu sete indicações, vencendo em Canção do Ano e Melhor Canção Pop por "Vol. 53" e Melhor Performance Urbana por "TQG".
Las Mujeres Ya No Lloran foi divulgado em 22 de março de 2024, pela Sony Music Latin. O trabalho é o primeiro lançamento em estúdio da artista em quase sete anos — depois de El Dorado (2017) —, com o qual ela descreveu o processo criativo como "alquímico" e avaliou que a obra transformou suas "lágrimas em diamantes" e sua "vulnerabilidade em força". Os críticos musicais especializados o receberam de forma positiva. A Rolling Stone observou que "em um cenário musical latino lotado, o primeiro álbum de Shakira em 7 anos reafirma sua relevância e domínio". Já o The New York Times sentiu que o disco continua sua "tendência de longa data para reunir gêneros e colaboradores de todas as Américas". Nos Estados Unidos, debutou no 13.º posto da Billboard 200, com 34 mil unidades equivalentes vendidas durante sua primeira semana. A obra debutou no comando do Top Latin Albums e Top Latin Pop Albums, fazendo de Shakira a primeira mulher a ter discos número um nas paradas de álbuns latinos da Billboard em quatro décadas. "Puntería", uma colaboração com a rapper estadunidense Cardi B, foi divulgada como o oitavo single, em conjunto com o disco. Alcançou o número um nas paradas Latin Airplay e Latin Pop Airplay; em ambas, por oito semanas consecutivas.

## Características artísticas

### Estilo musical
Quando perguntada sobre sua arte, Shakira afirmou: "Minha música, penso eu, é uma fusão de muitos elementos diferentes. E estou sempre experimentando. Então eu tento não me limitar, nem me colocar em uma categoria, ou ... ser a arquiteta da minha própria prisão". Shakira frequentemente afirmou ter sido influenciada pela música oriental e música indiana em muitos de seus primeiros trabalhos. Também foi influenciada por sua ascendência árabe, que foi uma grande inspiração para seu sucesso mundial "Ojos Así". Shakira disse à TV portuguesa: "Muitos dos meus movimentos pertencem à cultura árabe". Também cita seus pais como principais contribuidores para seu estilo musical. É também fortemente influenciada pela música andina e música folclórica sul-americana, usando sua instrumentação nativa para suas músicas latinas de dance-pop.
Seus primeiros álbuns em espanhol, incluindo Pies Descalzos e ¿Dónde están los ladrones?, possuíam uma certa influência de música folk e rock latino. Seu primeiro álbum totalmente em inglês, Laundry Service e mais tarde os demais álbuns, foram influenciados pelo pop rock e pop latino. "Laundry Service" é principalmente um álbum de pop rock, mas também desenha influências de uma variedade de gêneros musicais. A cantora acreditou isso em sua etnia miscigenada, dizendo: "Eu sou uma fusão. Essa é minha personalidade. Eu sou uma fusão entre preto e branco, entre pop e rock, entre culturas, entre meu pai libanês e o sangue espanhol de minha mãe, o folclore colombiano e a dança árabe que amo com a música americana".
Os elementos árabes e do oriente médio que exerceram uma grande influência sobre Dónde Están los Ladrones? também estão presentes no Laundry Service, mais proeminente em "Eyes Like Yours"/"Ojos, assim"."Ojos Así". Os estilos musicais de diferentes países da América do Sul estão no álbum. O tango, um estilo de dança de salão de ritmo acelerado que se originou na Argentina, é evidente em "Objection (Tango)", que também combina elementos de rock and roll. A música uptempo possui um solo de guitarra e uma ponte, na qual Shakira entrega vocais com rap.
She Wolf é predominantemente um álbum electropop, que combina influências dos estilos musicais de vários países e regiões, como África, Colômbia, Índia e Oriente Médio. Shakira denominou o álbum como uma "viagem experimental sonora" e disse que pesquisou música folclórica de diferentes países para "combinar elementos eletrônicos com sons do mundo, pandeiros, clarinetes, música oriental e hindu, dancehall, etc." O álbum de 2010, Sale el Sol, é um retorno a suas origens contendo baladas, músicas de rock e músicas de dança latina como "Loca".

### Influências
Shakira afirmou que John Lennon era seu ídolo número um e sua maior influência musical. Quando criança, Shakira foi influenciada pela música rock, ouvindo fortemente bandas de rock como Led Zeppelin, The Beatles, Nirvana, The Police e U2, enquanto suas outras influências incluíam Gloria Estefan, Madonna, Sheryl Crow, Alanis Morissette, Marc Anthony, Meredith Brooks e The Cure. Shakira é conhecida por sua dança em vários videoclipes e em apresentações. Seus movimentos são baseados na arte da dança do ventre, como parte da ascendência libanesa. Shakira costuma executá-la com os pés descalços e diz que aprendeu essa forma de dança quando adolescente, para superar sua timidez. Mencionou em entrevista à MTV que aprendeu a dança do ventre, tentando virar uma moeda com a barriga.

## Conquistas
Shakira recebeu inúmeros prêmios e reconhecimento por seu trabalho. Segundo a Sony, Shakira é a artista colombiana mais vendida de todos os tempos, tendo vendido entre 50 e 60 milhões de discos, singles e DVDs.
De acordo com o Yahoo!, seu single "Hips Don't Lie" é o single mais vendido da última década (2000). A Nielsen Broadcast Data Systems disse que a canção foi a música pop mais tocada em uma única semana na história das rádios americanas. Foi reproduzida 9.637 vezes em uma semana. Shakira tornou-se a primeira artista na história das paradas da Billboard a conquistar o cobiçado número um, tanto no Top 40 Mainstream quanto no Latin Chart, na mesma semana, com "Hips Do not Lie". Além disso, ela é a única artista da América do Sul a chegar ao número um do Billboard Hot 100, na parada da ARIA e do UK Singles Chart.
Sua música "La Tortura" quebrou o recorde na parada da Hot Latin Tracks da Billboard, aparecendo no número um mais do que qualquer outro single com um total de 25 semanas não consecutivas, um recorde atualmente quebrado pela música de Enrique Iglesias "Bailando" com 41 semanas. A Nokia declarou em 2010 que havia mais downloads da música de Shakira no ano anterior do que qualquer outro artista latino nos últimos cinco anos e She Wolf ficou entre os 10 downloads latinos. Em 2010, ficou em número cinco nos "Artistas Viralistas de Vídeo Online de 2010" com 404 118 932 visualizações. Shakira se tornou uma sensação no YouTube, superando 1 000 milhões de visualizações no site com "Waka Waka", representando mais de 1,2 bilhões (pt: 1,2 mil milhões) de visualizações, e seu canal atualmente é o 35º mais inscrito do YouTube.
Em 2011, Shakira foi homenageada no Grammy Latino como Personalidade do Ano da Academia Latina da Gravação. Ela também recebeu uma estrela na Calçada da Fama de Hollywood, localizada em 6 270 Hollywood Blvd. Originalmente deveria ter recebido a estrela em 2004, mas desistiu da oferta. Em 2012, recebeu a honra da Ordem das Artes e das Letras. Em 2014, Shakira tornou-se o primeiro artista musical a se apresentar três vezes na Copa do Mundo da FIFA.

### Monumentos

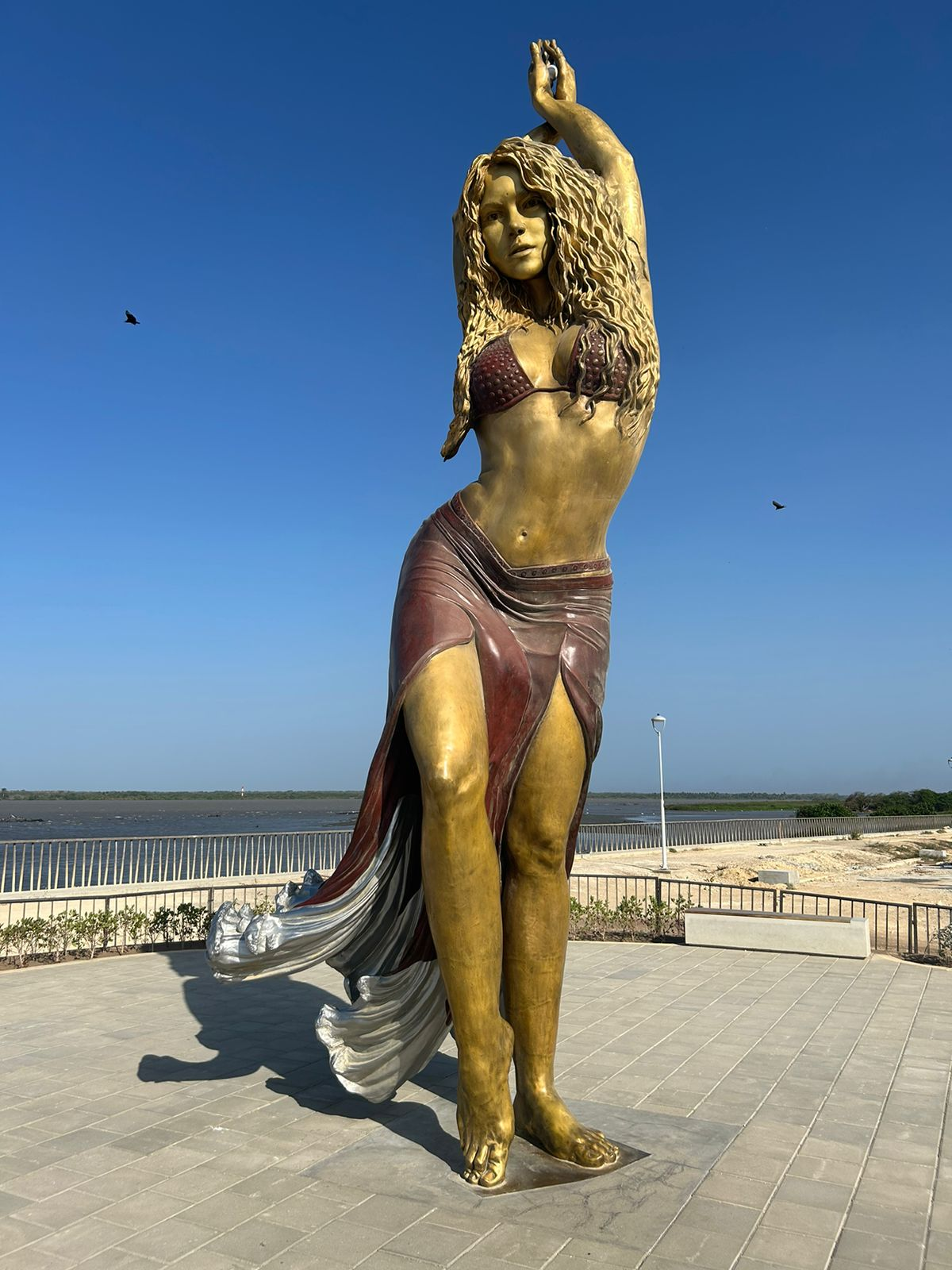
Estátua de Shakira em Barranquilla, Colômbia

Em 2006, uma estátua de Shakira de 6 toneladas e 4,88 metros de altura, projetada pelo artista alemão Dieter Patt, foi instalada na cidade natal da cantora, Barranquilla, no parque perto do Estádio Metropolitano Roberto Meléndez, onde Shakira se apresentou durante sua Oral Fixation Tour. Em julho de 2018, Shakira visitou Tannourine no Líbano, que é a vila de sua avó paterna. Durante sua visita, Shakira visitou a Reserva dos Cedros no Tannourine, onde uma praça na floresta recebeu o nome dela, com o nome "Shakira Isabel Mebarak".
Em 26 de dezembro de 2023 foi inaugurada uma estátua de bronze de Shakira na sua terra natal, Malecon, Barranquilla, na Colômbia. A estátua mede 6,5 metros e retrata a artista num momento de dança do ventre.

### Legado
Shakira é uma figura proeminente na música latina, e sua passagem para o mercado global está superando o que o The New York Times a chamou de "Titã do pop latino" por sua posição única e líder na música em espanhol dizendo "Shakira é um titã de Pop latino - Mesmo quando uma nova geração de artistas de língua espanhola está entrando no mainstream da música americana, a produção de Shakira fica sozinha". Além disso, a Forbes considerou Shakira como "fenômeno de crossover" por seu sucesso incomparável no crossover. e uma das latinas mais poderosas do mundo. Seu cruzamento sem precedentes inspirou outros artistas latino-americanos a tentarem atravessar o mercado anglófono, um exemplo é a estrela pop mexicana Paulina Rubio, tendo MTV dizendo "não há dúvida de que Shakira abriu portas neste país para artistas como Rubio para ter sucesso". Após o cruzamento, sua presença global e popular tornou-se grande o suficiente para a revista  TIME chamar Shakira de "lenda pop".
Muitos artistas têm citado Shakira como seu ídolo ou inspiração e foram influenciados por ela em algum ponto da sua carreira, como Anitta, Britney Spears, Beyoncé, Anahí, Rihanna, Lauren Jauregui, Cardi B, Rita Ora, Justin Bieber, Maluma, Karol G, Natti Natasha, Lele Pons, Becky G. Sebastian Yatra, Paty Cantú, Simaria Mendes, Lola Indigo, Danna Paola, Kali Uchis, Ed Sheeran, J Balvin, Rosalía, Wanessa Camargo, Camilo, Nicky Jam, Salma Hayek, María Becerra, Dulce María, Anuel AA, Tini Stoessel, Ozuna, Taylor Swift, Selena Gomez, Katy Perry, Will.i.am, Fergie, Gabi Martins, Christina Aguilera.

## Outros empreendimentos
Shakira aventurou-se em muitas outras empresas e indústrias. Protagonizou na telenovela colombiana El Oasis em 1994, interpretando a personagem de Luisa Maria.
Shakira começou sua própria linha de beleza, "S by Shakira", com a empresa-mãe Puig, em 2010. Entre os primeiros perfumes, lançou-o "S by Shakira" e "S by Shakira Eau Florale", juntamente com loções e pulverizações corporais. Em 2012, ela lançou uma nova fragrância, chamada "Elixir by Shakira", que também estava disponível nas formas de "Paradise Elixir" e "Elixir selvagem". Em 2014, lançou um novo perfume, "Rock by Shakira". A partir de 2017 lançou 19 perfumes, sem contar as edições de luxo. Em 17 de setembro de 2015 foi apresentada como um pássaro jogável no jogo Angry Birds POP!, por um tempo limitado e também em um torneio especial no jogo Angry Birds Friends, depois de algumas semanas. Em 15 de outubro de 2015, Love Rocks, estrelado por Shakira, foi o primeiro videogame a apresentar a estrela pop.
Em 14 de agosto de 2015, na Disney's D23 Expo, foi anunciado que Shakira interpretaria um personagem na animação da Disney Zootopia, onde daria voz a Gazelle, a maior estrela do pop da Zootopia. Shakira também contribuiu com uma música original para o filme, intitulada "Try Everything", que foi escrita e composta por Sia e Stargate. O filme recebeu aclamação crítica universal com elogios direcionados para sua animação, elenco de voz, personagens, humor, roteiro e temas sobre discriminação e estereótipos sociais. Ele abriu um sucesso de bilheteria recorde em vários países e ganhou um total bruto de mais de US $ 1 bilhão, tornando-se o quarto filme de maior bilheteria de 2016 e o 27º filme de maior bilheteria de todos os tempos. O filme foi escolhido pelo American Film Institute, como um dos dez melhores filmes de 2016.
A cantora teve sua fortuna estimada em mais de 220 milhões de dólares em 2017, por alguns veículos mediáticos. A revista Forbes, já a colocou diversas vezes em sua lista das mulheres mais poderosas do mundo. Shakira possuía uma residência avaliada em mais de 14.95 milhões de dólares, em Miami, porém a vendeu em 2015. a cantora também possui uma propriedade nas Bahamas desde 2004, atualmente reside com a família, em uma mansão em um dos melhores bairros de Barcelona, onde teria pagado um valor de mais de 5 milhões de euros, pelo imóvel.

### Trabalho social
Shakira decidiu criar, em 1997, na Colômbia, seu país de origem, a Fundação Pies Descalzos, que é uma entidade assistencial voltada para as crianças carentes. Mais de 4,5 mil crianças são atendidas e recebem atendimento médico, odontológico, psicológico e educacional. São beneficiadas crianças que perderam os pais e aquelas que possuem família. Nestes casos, os pais também recebem auxílio. Centenas de escolas recebem colaboração da fundação, que tem o nome de um dos álbuns de Shakira, Pies Descalzos (Pés Descalços). Desde o início da carreira, Shakira declara-se preocupada com as causas sociais. Foi eleita a primeira colombiana a ser embaixadora do Unicef, o fundo das Nações Unidas para a Infância e Juventude. Regularmente, Shakira visita a fundação, que conta com o apoio de várias empresas, e até ensina as crianças a cantar e dançar. A Colômbia enfrenta diversos problemas sociais. Além das distorções quanto a distribuição de renda, a guerrilha aprofunda estes problemas. No documentário de um dos seus DVD's, Shakira afirma que zelar pela criança é cuidar para que o futuro seja melhor e que não basta fazer um trabalho assistencial, deixando de lado a educação. Também fez questão de colocar imagens de bairros pobres e de como é comum a presença do Exército nas ruas.
Actualmente, Shakira aliou-se com cantores, e empresários e organizações de cooperação internacional criando a Fundação ALAS, ou América Latina en Acción Social, para arrecadar fundos para o combate à pobreza em todo o continente. A entidade terá o apoio de organizações não-governamentais e de intergovernamentais como a Unicef.

## Vida pessoal
Shakira é poliglota, além de falar espanhol que é sua língua materna, ainda é fluente em inglês e português e possui conhecimentos básicos de italiano e francês. Ela fala português fluente desde os 18 anos.
Academicamente a cantora iniciou o curso de “Introdução à História Ocidental: Antigas Civilizações”, na Universidade da Califórnia em Los Angeles em 2007. Shakira começou as aulas logo após o fim da sua turnê mundial, Oral Fixation. Seu empresário, Fifi Kurzman, disse à Associated Press, que se preocupa muito com sua educação e sempre se dedicou muito aos estudos, nem que fosse por conta própria ou com o auxílio de tutores. "Depois de uma longa turnê, eu precisava de um tempo pra mim", afirmou a cantora. "O universo é tão grande, eu não posso estar no centro dele. Resolvi ir para a universidade apenas para desacelerar e experimentar a vida como estudante", disse. A fim de evitar ser alvo da atenção dos paparazzi e dos demais estudantes, a cantora – que se chama Shakira Isabel Mebarak Ripoll – usava o nome Isabel, em vez de Shakira: "Eu costumava usar um boné e uma mochila grande. Eu parecia um menino. Não fui reconhecida. Algumas pessoas olhavam pra mim com desconfiança, outras me perguntavam, mas eu falava que meu nome era Isabel. Eu irei para a universidade outras vezes se puder”, completou.

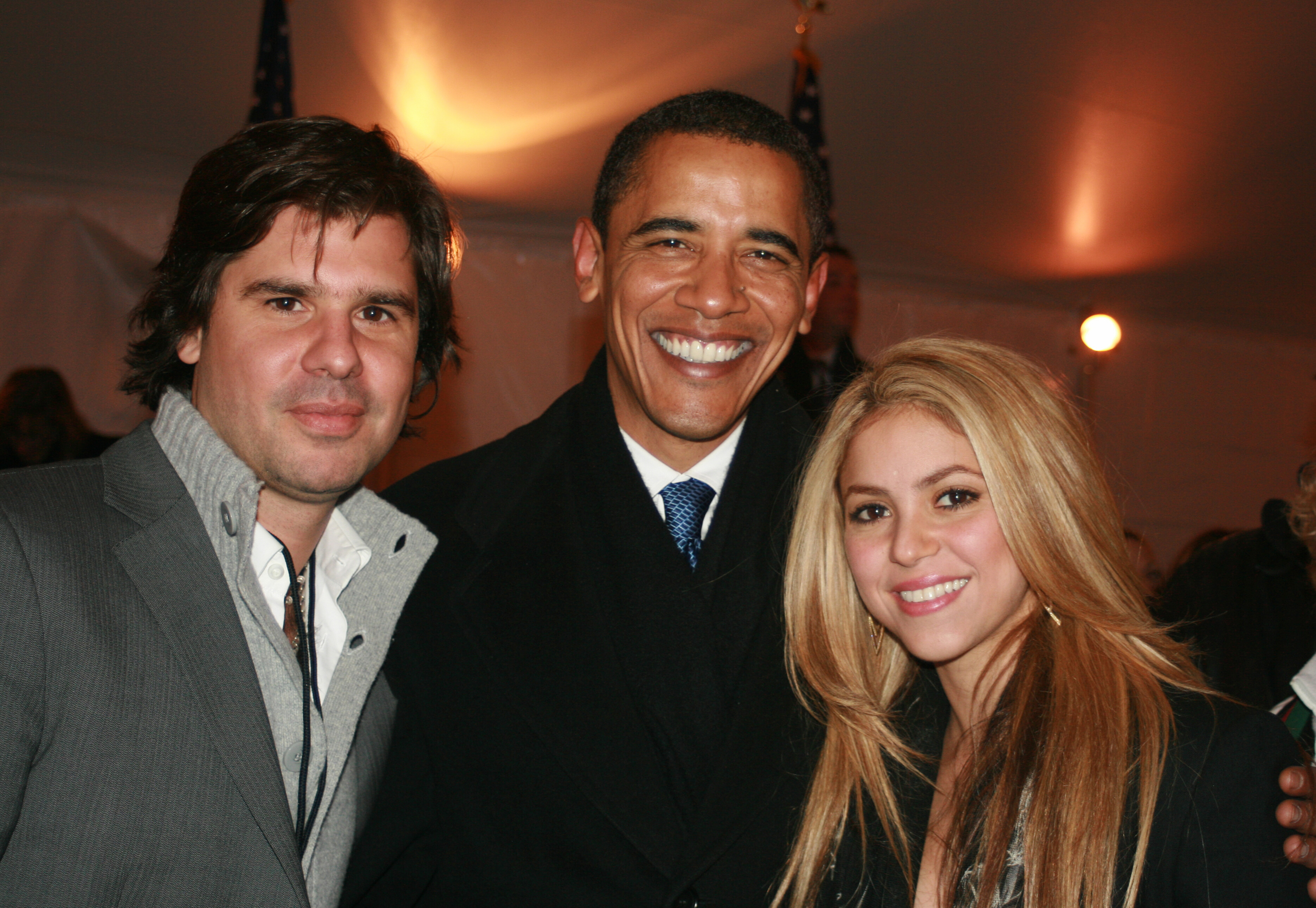
Shakira e seu então noivo, Antonio de la Rúa (esquerda), com o presidente Barack Obama.

Shakira iniciou um relacionamento com o advogado argentino Antonio de la Rúa em 2000. Depois de 11 anos juntos, Shakira e de la Rúa separaram-se em agosto de 2010. Em 2013 de la Rúa processou Shakira, pedindo US$ 100 milhões por ela ter terminado a parceria comercial com ele em outubro de 2011.
Shakira entrou em um relacionamento com o jogador de futebol espanhol Gerard Piqué, zagueiro do FC Barcelona e da seleção espanhola em 2010. Shakira deu à luz seu segundo filho, Sasha Piqué Mebarak, em 2015. Em 2017 surgiram rumores de que Piqué e Shakira estariam se separando, mas o boato foi rapidamente desmentido pelo casal. Em junho de 2022 o casal anunciou a separação, após uma suposta traição por parte do atleta se tornar pública. Apesar de Shakira e Piqué terem vivido juntos por quase 12 anos, jamais se casaram oficialmente.

## Discografia
- Magia (1991)
- Peligro (1993)
- Pies Descalzos (1995)
- Dónde están los ladrones? (1998)
- Laundry Service (2001)
- Fijación Oral, Vol. 1 (2005)
- Oral Fixation, Vol. 2 (2005)
- She Wolf (2009)
- Sale el Sol (2010)
- Shakira (2014)
- El Dorado (2017)
- Las Mujeres Ya No Lloran (2024)

## Turnês
- Tour Pies Descalzos (1996—97)
- Tour Anfibio (2000)
- Tour of the Mongoose (2002—03)
- Oral Fixation Tour (2006—07)
- The Sun Comes Out World Tour (2010—11)
- El Dorado World Tour (2018)
- Las Mujeres Ya No Lloran World Tour (2025)